# Omáguas
Os omáguas constituíam uma tribo de índios que vivia na zona de várzea nas proximidades da atual cidade de Tefé, no estado do Amazonas, no Brasil.

## História
Na segunda metade do século XVII, de acordo com o Tratado de Tordesilhas, seu território ainda pertencia à coroa espanhola. Pediram à Missão Jesuítica de Quito que lhes dessem padre que os catequizasse e defendesse contra as incursões portuguesas em busca de índios escravos. Em 1645, tiveram o primeiro contato com os jesuítas através do padre Cujita, que, após oito anos, reuniu-os em povoações. Foi-lhes, então, enviado o padre franciscano tcheco a serviço da Espanha Samuel Fritz, que permaneceu entre eles por décadas e muito por eles fez.
Tinham uma sociedade que, segundo os relatos dos navegadores que passaram pela região, era populosa, complexa e hierarquizada. Tinham o costume peculiar de deformar a cabeça dos meninos recém-nascidos por meio de duas talas, prática que durava durante toda a primeira infância. Esta compressão graduada da caixa craniana dava, à cabeça, uma configuração oblonga e fazia aumentar a arcada superciliar, apresentando os olhos um relevo extraordinário. Tal costume lhes valeu o nome nacional de "omáguas", ou "cabeças chatas" (em língua geral setentrional, "cambebas" ou "campevas"). O viajante Paul Marcoy, que percorreu o Rio Amazonas em meados de 1847, não encontrou mais omáguas de cabeça mitrada. O último morrera 68 anos antes. 
São conhecidos como tendo sido os primeiros seres humanos a utilizarem a borracha, que retiravam das seringueiras de forma artesanal.
Durante a disputa das nações européias pelo controle da Amazônia, os omágua se beneficiaram com o comércio de escravos que faziam com os holandeses. Devido a epidemias, a sociedade omágua se enfraqueceu, sendo invadida por grupos ticunas da terra firme a partir da segunda metade do século XVII.